# Морткинське міське поселення
Мо́рткинське міське поселення (рос. Морткинское городское поселение) — міське поселення у складі Кондінського району Ханти-Мансійського автономного округу Тюменської області Росії.
Адміністративний центр — селище міського типу Мортка.
Населення міського поселення становить 2980 осіб (2017; 3676 у 2010, 4220 у 2002).
Станом на 2002 рік існували Морткинська селищна рада (смт Мортка, присілок Сотник) та Юмасинська сільська рада (село Ямки, присілок Юмас).

## Склад
До складу міського поселення входять:
| Населений пункт              | Населення, осіб (2002) | Населення, осіб (2010) |
| ---------------------------- | ---------------------- | ---------------------- |
| Мортка, селище міського типу | 3627                   | 3798                   |
| Сотник, присілок             | 24                     | 21                     |
| Юмас, присілок               | 582                    | 513                    |
| Ямки, село                   | 590                    | 513                    |